# Karl Euler (Theologe)
Karl Euler (* 25. Mai 1873 in Landau in der Pfalz; † 24. August 1960 in Gießen) war ein deutscher Theologe und Oberkonsistorialrat.

## Leben
Nach dem Studium der evangelischen Theologie wurde er Pfarrer und im Jahre 1926 Oberkonsistorialrat der Rheinischen Kirchenprovinz. In diesem Amt war er mit der Verflechtung kirchlicher Jugendverbände wie des CVJM mit dem Freiwilligen Arbeitsdienst befasst, der 1935 in den Reichsarbeitsdienst überführt wurde. Obwohl nicht Mitglied in der NSDAP, beteiligte er sich an der antisemitisch motivierten Ausgrenzung sogenannter „nicht-arischer“ Pfarrer aus dem Kirchendienst. So berichtete er 1933 dem altpreußischen Evangelischen Oberkirchenrat über den Kölner Krankenhauspfarrer Ernst Flatow, einen zum Protestantismus konvertierten Juden, den die Rheinische Kirche entlassen wollte: „Flatow hat in seinem Äußeren und in seinem Wesen so in die Augen springend diejenigen Merkmale an sich, die von dem Volke als der jüdischen Rasse eigen angesehen werden, daß eine Beschäftigung in einer Gemeinde unmöglich ist.“ Der entlassene Pastor Flatow starb schließlich nach seiner Deportation im Warschauer Ghetto.
Nach der Entmachtung der bisherigen rheinischen Kirchenleitung 1945 blieb Euler als Kirchenbeamter beurlaubt, bevor er im Oktober 1946 pensioniert wurde. Im Ruhestand verfasste Euler Schriften über altkirchliche Heiligenlegenden.

## Werke
- Beiträge zur Reformationsgeschichte der Stadt Frankfurt a. M., in: AFGK 28, 1907, S. 157–210
- Franz Carolus (d. i. Franz Karl Euler), St. Antonius von Padua, Das Gesetz Gottes im Herzen, 1946[7]
- Franz Carolus (d. i. Franz Karl Euler), St. Klemens Maria Hofbauer, Der Apostel v. Wien, Höchst/Vorarlberg 1946[8]